# Contacte cu OZN-uri în Spania
Aceasta este o listă de contacte cu OZN-uri în Spania.

## 1976
- În zorii zilei din 12 noiembrie 1976, la Baza Aeriană de Talavera La Real (situată în provincia spaniolă Badajoz) soldații José María Trejo și Juan Carrizosa Luján susțin că au văzut și au împușcat o ființă de origine necunoscută.[1][2][3]

## 1979
- Incidentul OZN de la Manises a avut loc la 11 noiembrie 1979, în timpul căruia un zbor comercial a fost forțat să facă o aterizare de urgență pe aeroportul Manises din Valencia, Spania.[4][5]

## 1994
- La 18 ianuarie un fenomen asemănător cu cel de la Tunguska[6] a avut loc la Cando în Galicia, Spania.[7]